# Емилиан (Тимиадис)
Митрополит Емилиан Тимиадис (греч. Μητροπολίτης Αιμιλιανός Τιμιάδης; 10 марта 1916, Конья, Османская империя — 28 февраля 2008, Эйон, Греция) — епископ Константинопольской православной церкви, титулярный митрополит Силиврийский. Деятель экуменического движения.

## Биография
Родился 10 марта 1916 года в Конья. Родной брат его матери — митрополит Деркский Емилиан (Лазаридис), чьё имя дали мальчику в крещении. В период Малоазийской катастрофы, семья переехала в Афины, где мальчик окончил коммерческую школу и был под духовным руководством архиепископа Афинского Хрисанфа.
8 августа 1940 года митрополитом Филадельфийским Емилианом (Пападимитриу) был рукоположён в сан диакона.
В 1941 году окончил Халкинскую богословскую школу и 29 июня того же года митрополитом Деркским Иоакимом (Пелеканосом) рукоположен в сан иерея.
С 1942 по 1947 годы служил в районе города Стамбула Бакыркёй, а с 1947 по 1952 годы был протосинкеллом Фиатирской архиепископии в Лондоне, где продолжал обучение в Оксфордском университете. В 1948 году в качестве делегата принимал участие в Ассамблее Всемирного совета церквей в Амстердаме.
В 1951 году ему была присвоена степень доктора богословия Аристотилевского университета в Салониках. С 1952 по 1959 годы принимал участие в православно-лютеранской богословской комиссии в Бельгии и Нидерландах.
С 1959 по 1984 годы представлял Константинопольский патриархат во Всемирном совете церквей в Женеве.
16 декабря 1960 года был хиротонисан в титулярного епископа Мелойского.
30 марта 1965 года возведён в достоинство митрополита Калабрийского. С 1966 по 1969 год был председателем совета директором Православного центра Константинопольского патриархата в Шамбези.
15 ноября 1977 года уволен на покой и назначен титулярным митрополитом Силиврийским.
Уход на покой не привёл к прекращению его деятельности: так, много своего времени Емилиан уделял пребыванию в католическом монастыре Бозе.
Скончался 28 февраля 2008 года в Эйоне, в Греции.

## Награды
- 10 декабря 1984 — Орден святого равноапостольного великого князя Владимира II степени. (патриарх Пимен)[4]